# International Foundation for Art Research
L’International Foundation for Art Research (IFAR) est une organisation à but non lucratif fondée à New York en 1969, créée pour canaliser et coordonner des informations scientifiques et techniques sur les œuvres d'art. 
L'IFAR fournit un cadre administratif et juridique dans lequel les experts peuvent exprimer leurs opinions objectives. Ces données sont mises à la disposition des particuliers, des associations et des agences gouvernementales. 
L'IFAR est activement impliquée dans les questions juridiques, éthiques et éducatives entourant la provenance, l'attribution, la propriété et les vols des œuvres. Depuis 1991, elle assure le développement de la base de connée Art Loss Register.
Les publications commencent dans les années 1970, d'abord des études concernant les œuvres volées (Art Theft Archive, 1979), suit un trimestriel, Art Research News (1980-1984), remplacé par l‘IFAR Report (1985-1998), publié dix fois par an, devenu enfin l‘IFAR Journal, comptant depuis deux numéros par an sur différents thèmes.